# Sharon Marley
Sharon Marley Prendergast (sinh ngày 23 tháng 11 năm 1964) là một ca sĩ, vũ công và giám tuyển người Jamaica. Bà là con gái ruột của Rita Marley và được Bob Marley nhận nuôi khi hai người kết hôn. Bà đã ở trong nhóm Ziggy Marley và Melody Makers cùng với em gái và anh trai của mình. Với nhóm, bà đã giành được ba giải Grammy.

## Sự nghiệp

### 1980-1999: Những ngày đầu và The Melody Makers
Melody Makers được thành lập theo yêu cầu của cha họ, Bob Marley, nhưng chỉ sau khi ông qua đời, ban nhạc mới trở thành của riêng họ. Tuy nhiên, tầm nhìn của họ cũng tương tự như mong muốn của cha mình là mang mọi người lại với nhau thông qua âm nhạc. Ban nhạc bao gồm bốn trong số mười đứa con của Bob Marley, ca sĩ/guitarist Ziggy, ca sĩ/guitarist/tay trống Stephen, ca sĩ Cedella, và ca sĩ Sharon. Anh trai của bà, Ziggy là trưởng nhóm, với Stephen thường chia sẻ trong phần sáng tác và hát chính.
Nhóm đã phát hành hơn mười album bao gồm các album giành giải Grammy "Conscious Party", "One Bright Day" và "Fallen Is Babylon". Họ đã có được bản hit số một "Tumblin 'Down" cùng với các đĩa đơn thành công khác "Tomorrow People", "Everyone Wants to Be", "Look Who Dancin'" và "Power to Move Ya".
Năm 1989, bà xuất hiện trong bộ phim "The Mighty Quinn" với vai "Jody". Bài hát "I Hurting Inside" của bà, cùng với sự tham gia của Sheryl Lee Ralph và Cedella Marley, xuất hiện trên nhạc nền.

### 2002 Hiện tại: Giải tán The Melody Makers và công việc gần đây
Năm 2002, nhóm tan rã sau chuyến lưu diễn vòng quanh thế giới. Sharon hiện cân bằng năng lực của mình trên sân khấu với doanh nghiệp vùng Caribe của Ghetto Youth United, nhóm hỗ trợ Melody Makers và là người phụ trách Bảo tàng Bob Marley. Bà là giám đốc điều hành của Trung tâm học tập Total Care (TCLC) nằm trên đường Lady Musgrave ở Kingston, Jamaica.

## Cuộc sống cá nhân
Sharon có bốn đứa con tên Donisha, Ingermar, Matthew và Peter-Shane. Bà tập yoga và thiền trong 15 phút mỗi ngày.